# Adam Nimoy
Adam B. Nimoy (Los Angeles, 9 agosto 1956) è un regista statunitense.
È il figlio dell'attore Leonard Nimoy e dell'attrice Sandra Zober.
Adam Nimoy è nato a Los Angeles, California. Ha una sorella maggiore, Julie e il fratellastro Aaron Bay-Schuck.
Nimoy ha conseguito il Bachelor of Science presso l'Università della California - Berkeley, e il suo dottorato in giurisprudenza alla Loyola Law School .
Adam Nimoy ha iniziato il suo lavoro nell'industria dello spettacolo come avvocato in diritto dello spettacolo, specializzandosi in musica ed editoria musicale. Secondo il cantante Kurt Harland, Adam è stato determinante nel liquidare i numerosi campioni di Star Trek utilizzati nell'album di debutto omonimo di Information Society, come "Pure energy!" frammento utilizzato nella terza hit degli Stati Uniti " What's On Your Mind? (Pure energy) ”.
Era un dirigente d'affari per la EMI America Records e la Enigma Records prima di diventare un regista televisivo. Ha contribuito agli episodi di NYPD Blue, Nash Bridges, The Practice, Ally McBeal, Una mamma per amica, Star Trek: The Next Generation, Babylon 5 e The Outer Limits., The Big Bang Theory.

## Per amore di Spock
Dopo la morte di suo padre nel 2015, Nimoy ha rivelato documentario su cui i due stavano lavorando sul famoso personaggio di Star Trek del Nimoy senior che il più giovane aveva intenzione di dirigere. Nimoy ha dichiarato che con la morte di suo padre, il progetto si sarebbe concentrato maggiormente sulla vita e sulla carriera di Leonard Nimoy, così come sul personaggio di Spock . Nel marzo 2015, Nimoy ha annunciato l'intenzione di finanziare il budget di 600000 $ del progetto e fornire credito e altri vantaggi ai fan che hanno contribuito. A giugno, il progetto ha completato con successo il finanziamento tramite Kickstarter.com, raccogliendo 621721 $, prima della scadenza del 1 luglio. Il documentario, Per l'amore di Spock, ha ricevuto il sostegno di soggetti intervistati tra cui William Shatner, George Takei, Walter Koenig, JJ Abrams e Seth MacFarlane . Il film è uscito il 16 aprile 2016 al Tribeca Film Festival .
Nimoy è apparso come se stesso in " The Spock Resonance ", il 5 novembre 2015, episodio della sitcom della CBS The Big Bang Theory, in cui intervista il fan di Star Trek Sheldon Cooper ( Jim Parsons ) per il documentario su suo padre (che in precedenza aveva prestato la sua voce all'episodio " The Transporter Malfunction ", nella quinta stagione della serie).
Nimoy ha insegnato Post Produzione dei film e Approcci Avanzati alla regia alla New York Film Academy .
Il suo memoir, My Incredibly Wonderful, Miserable Life, è stato pubblicato da Pocket Books nel 2008.
Un ringraziamento speciale va ad Adam nelle note di copertina dell'album Emergency Third Rail Power Trip (1983, Enigma Records) della band Rain Parade . Anche "Spock" viene ringraziato.
Nimoy è stato sposato con la sua prima moglie Nancy per 18 anni. Insieme hanno avuto due figli. La sua seconda moglie, Martha, è morta di cancro.
Nell'agosto 2017, Nimoy ha annunciato il suo fidanzamento con la donna con cui usciva, l'attrice Terry Farrell, che interpretava Jadzia Dax in Star Trek: Deep Space Nine . Si sono sposati il 26 marzo 2018 con cerimonia civile al municipio di San Francisco in quello che sarebbe stato l'87º compleanno di suo padre.